# Manuel Olivencia (motociclista)
|  | «Manuel Olivencia» redirigeix aquí. Vegeu-ne altres significats a «Manuel Olivencia (desambiguació)». |

Manuel Olivencia   (c. 1945), conegut com a Manolo Olivencia, és un antic pilot de motocròs català que destacà en competicions estatals durant la dècada del 1960. Durant la seva etapa al Campionat d'Espanya, hi aconseguí dos subcampionats (1967 i 1969) i fou un dels principals aspirants al títol durant anys. A mitjan anys 60 entrà a l'equip oficial de Montesa, on juntament amb Francesc Lancho coincidí amb el principal pilot de la marca, Pere Pi. Malgrat que Montesa havia fitxat Lancho i Olivencia amb la idea de preparar el relleu de Pi, cap dels dos no arribà a destacar al seu nivell.
Olivencia competí durant anys amb Montesa, fins que deixà la marca per a entrar a Derbi com a pilot provador i mecànic, amb un càrrec directiu dins el departament de competició de la marca. Al costat de Paco Tombas, seguí l'equip oficial de velocitat arreu del món i s'encarregà del manteniment de les Derbi de Gran Premi. A mitjan dècada del 1970, Olivencia dirigí el desenvolupament de les noves Derbi de motocròs de 75 cc, les quals aconseguiren diversos Campionats d'Espanya a mans de pilots com ara José Luis Mendoza i Jordi Monjonell. Més tard, s'encarregà de les Derbi 125 i 250 amb què Toni Elías aconseguí nombrosos títols estatals.
El seu fill, de nom també Manuel, és un mecànic de Gran Premi de renom i fou durant anys l'encarregat de les suspensions de les Honda oficials de Dani Pedrosa.